# THX
THX Ltd. è una azienda statunitense fondata nel 1983 da George Lucas con sede a San Francisco. È la sviluppatrice del certificato di qualità "THX", applicato ai sistemi di riproduzione audiovisiva, siano essi professionali o domestici. THX è una sussidiaria di Razer.

## Storia
Dopo l'uscita del film L'impero colpisce ancora (1980) George Lucas assunse alla Lucasfilm l'ingegnere sonoro Tomlinson Holman per sviluppare un nuovo standard per la riproduzione audio e assicurarsi così che la colonna sonora dei film venisse riprodotta nel modo migliore possibile nella maggior parte delle sale cinematografiche. Il primo film certificato THX fu Il ritorno dello Jedi, uscito nel 1983.
La sigla THX è un acronimo delle iniziali di Holman con l'aggiunta della X, che indica "crossover" o "esperimento", oltre a essere un omaggio al primo film di Lucas, L'uomo che fuggì dal futuro (chiamato in originale THX 1138). La prima struttura a ricevere la certificazione THX fu l'Eileen L. Norris Cinema Theatre, parte della scuola di cinema della University of Southern California.
Inizialmente THX era una unità interna della Lucasfilm, ma nel 2002 venne resa un'azienda indipendente. Nello stesso anno l'azienda passò sotto il controllo dell'azienda manifatturiera Creative Technology Limited, che possedeva una quota del 60% e con la quale THX aveva già collaborato per la creazione della prima scheda audio certificata THX. Nel 2016 THX venne venduta alla casa sviluppatrice di hardware da gioco e periferiche Razer, che acquistò l'intera azienda e le sue proprietà intellettuali.

## Descrizione
Il sistema THX non è una tecnologia di registrazione audio e non indica uno specifico formato audio: tutti i formati sonori, sia quelli digitali (come Dolby Digital, DTS e SDDS) che quelli analogici (Dolby Stereo, Ultra Stereo), possono avere l'etichetta "mostrato in THX". Più precisamente, THX è un sistema di garanzia di qualità che certifica i sistemi di riproduzione audio e video. Le sale cinematografiche che riportano il marchio THX offrono un impianto audio di alta qualità che assicura che l'audio di un film sia riprodotto il più vicino possibile a quelle che sono le intenzione degli ingegneri sonori. THX fornisce inoltre ai cinema certificati uno speciale circuito crossover il cui uso è parte dello standard.
La certificazione THX può essere ottenuta da numerosi soggetti, tra cui studi di produzione, sale cinematografiche, software (tra cui VHS, Laserdisc, Blu-ray Disc e videogiochi) e hardware (componenti per home theater, componenti per schede audio, componenti multimediali per PC).